# الكهف (فلم)
الكهف فيلم دراما مصري من إنتاج سنة 2018. الفيلم من إخراج أمير شوقي، وتأليف سامح سر الختم، ومن بطولة ماجد المصري، ومحمود عبد المغني، ومي سليم، وروجينا، وإيهاب فهمي.

## ملخص القصة
- تدور القصة حول تعامل البشر في حياتهم وحول الظروف التي تواجههم، فضلًا عن دور الصداقة وتأثيرها في مواجهة هذه الظروف، حيث تستعرض لنا الأحداث مفهوم الصداقة الحقيقي وقيمة روابطها.

## طاقم التمثيل
- ماجد المصري
- محمود عبد المغني
- مي سليم
- روجينا
- إيهاب فهمي
- حمدي الوزير
- أميرة الشريف
- صبري عبد المنعم
- إبراهيم نصر
- محمد عادل
- عايدة رياض

## الإنتاج
- كتب سامح سر الختم قصة وسيناريو الفيلم، وكان الفيلم من إخراج أمير شوقي. المنتج إبراهيم إسحق.